# Lecionário 120
O Lecionário 120 (designado pela sigla ℓ 120 na classificação de Gregory-Aland) é um antigo manuscrito do Novo Testamento, paleograficamente datado do Século XI/XII d.C.[a]
Este codex contém lições dos evangelhos de Mateus, Lucas e João (conhecido como Evangelistarium), com algumas lacunas[a]. Foi escrito em grego, e actualmente se encontra na Biblioteca do Vaticano.